# Kétszínű hengercincér
A kétszínű hengercincér (Stenhomalus bicolor) a cincérfélék családjába tartozó, Dél-Európában és Nyugat-Ázsiában honos, lombos fákon, cserjéken élő bogárfaj. 

## Megjelenése
A kétszínű hengercincér testhossza 4-6 mm. Testalkata karcsú, az előhát felső pereme szélesebb az alsónál, oldalai szögletesen kiállók. A szárnyfedők oldalvonalai szinte végig párhuzamosak. Alapszíne fekete (csápjai, lábai is sötétek), szárnyfedői barnássárgák. Homloka a szemek között szélesebb, hosszanti középbarázdája éles; szemei kisebbek, kevésbé domborúak. Szárnyfedői laposak, durván pontozottak, a pontozás hátrafelé fokozatosan finomabb, a végénél elenyésző. Közterei recézettek, ezért felülete zsírfényű. A mellvég oldallemeze nagyon finoman pontozott és finoman szőrözött.

## Elterjedése és életmódja
Dél- és Délkelet-Európában és Nyugat-Ázsiában honos, Olaszországtól a Kárpát-medencén és a Balkánon keresztül a Közel-Keletig. Magyarországon nagyon ritka, többek között Siófok és Magyaróvár környékén ismertek állományai. 
Száraz és meleg élőhelyek (erdőszélek, bozótosok, elhanyagolt gyümölcsösök) lakója. Lárvája különféle lombos fák és cserjék (kecskerágó, varjútövis, galagonya, kutyabenge, dió, füge, eperfa, stb.) elhalóban lévő vékony (max. 1 cm vastag) ágaiban, gallyaiban él a kéreg alatt. Fejlődése egy-két évig tart. Az imágó áprilistól júniusig rajzik, többnyire a tápnövényeken vagy virágzó cserjéken tartózkodik. 

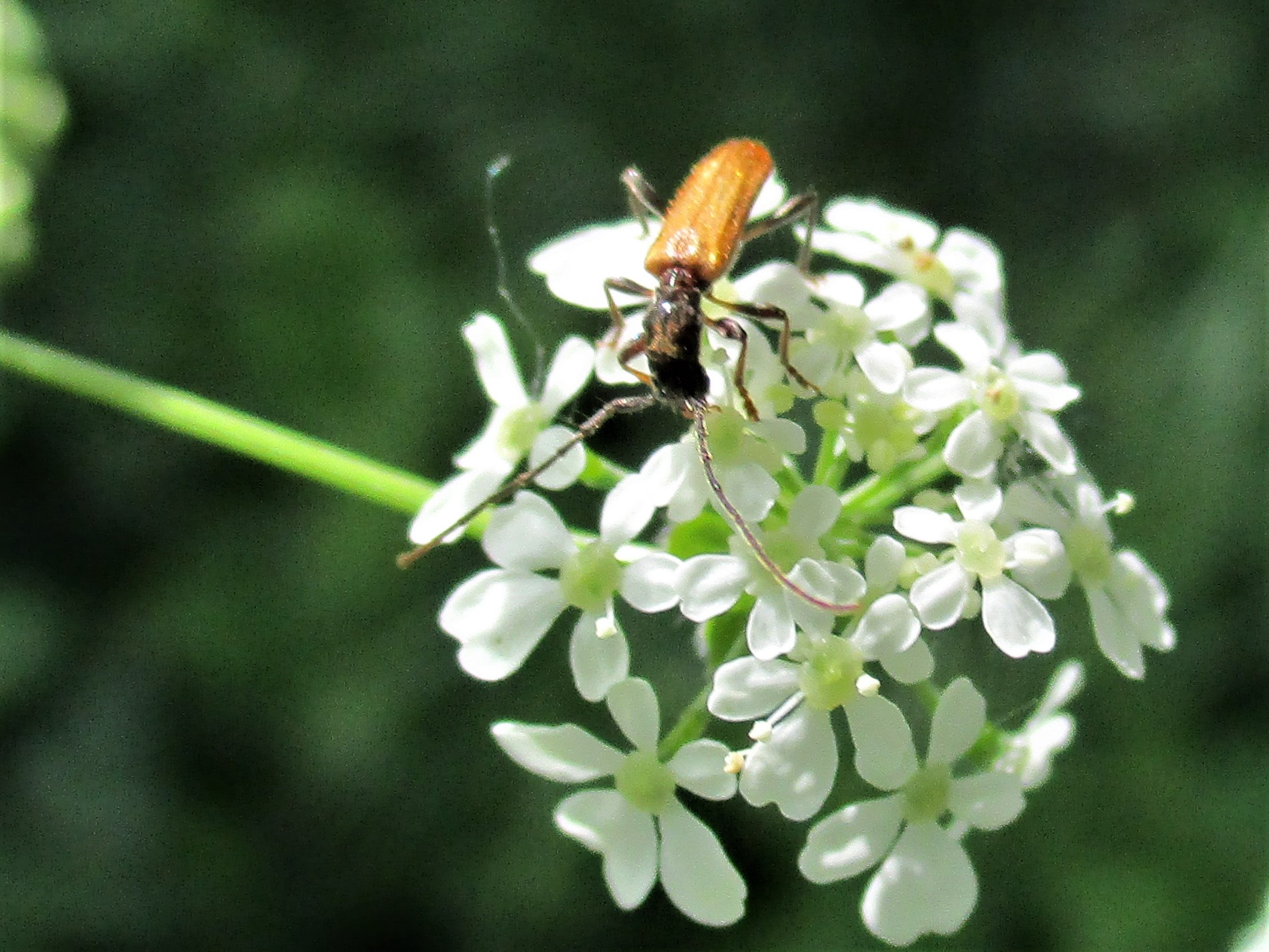

Magyarországon nem védett.